# Bikini

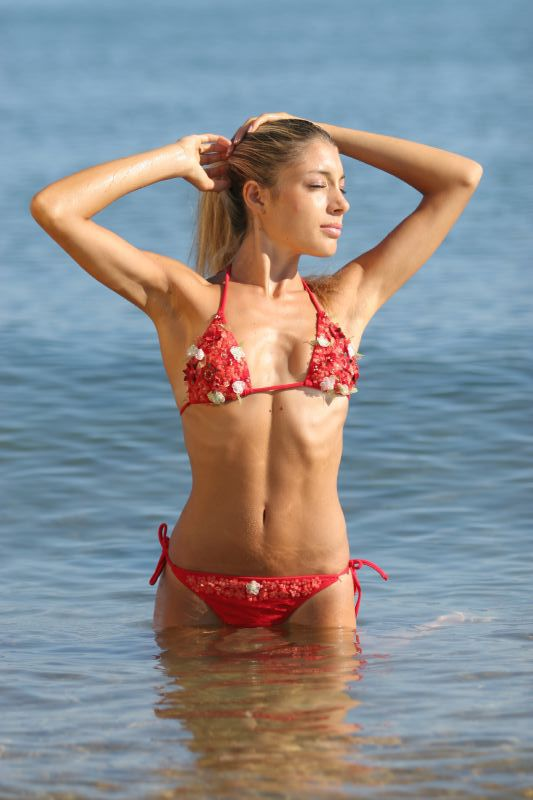
Femeie purtând un bikini

Un bikini este un costum de baie pentru femei format din două piese: una care acoperă sânii, iar cealaltă care acoperă zona pubiană (în unele cazuri și fesele), lăsând descoperită zona dintre cele două.
Conform instoricului de modă Olivier Saillard, bikiniul este poate cel mai popular costum de baie feminin. Explicația stă în faptul că modernizarea costumelor de baie a fost strâns legată de emanciparea femeilor.

## Istoric
Există o serie de mozaicuri, datând din perioada lui Dioclețian (286-305 î.Hr.) în Villa Romana del Casale din Sicilia, care înfățișează femei practicând diverse sporturi și purtând un costum asemănător costumului de baie din zilele noastre.
Putem vorbi despre costum de baie de tip bikini modern abia din anul 1907, când înotătoarea de origine australiană Annette Kellerman a fost arestată pe o plajă din Boston pentru că purta un costum de baie întreg mulat, care avea să fie acceptat, din 1910, ca fiind costumul de baie pentru femeile înotătoare.
În anul 1946 designerul francez Jaques Heim a creat primul costum de baie foarte mic, pe care l-a numit Atom. Louis Réard, inginer francez (care în anul 1946 conducea magazinul de lenjerie de la Paris al mamei sale) a fost cel care a lansat costumul de baie compus din patru triunghiuri unite prin cordeluțe, câte un triunghi pentru fiecare sân și câte unul pentru pelvis și fese, și l-a numit bikini (de la atolul Bikini din sudul Pacificului). Cea care a purtat pentru prima oară minusculul costum de baie a fost Micheline Bernardini.

## Variante

### String bikini (Tanga)
Este un model clasic, printre primele care au revoluționat imaginea costumului de baie. De obicei e compus din patru triunghiuri de material, două pentru sâni și alte două pentru fese și pelvis, unite între ele prin sfori foarte subțiri. Dacă în anii ’60 zonele erogene feminine erau sânii, noul model a atras atenția asupra abdomenului. 

### Tankini

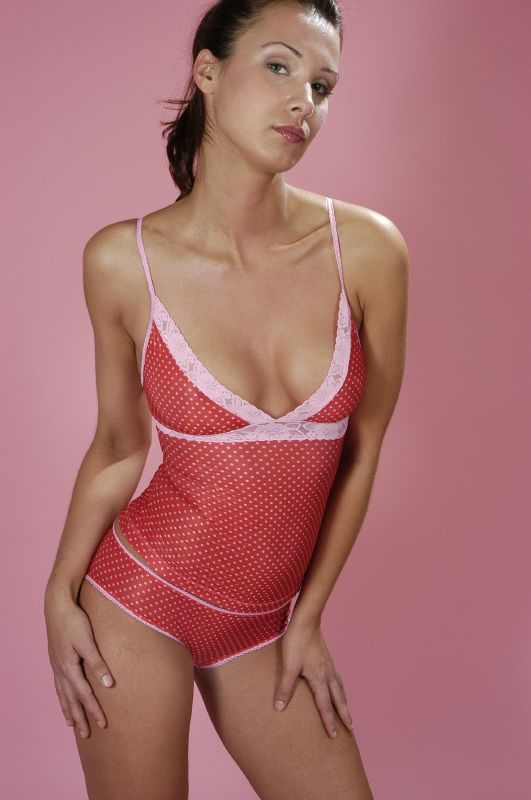
Tankini

Aceasta este o variantă recent propusă pentru moda costumelor de baie. E ceea ce uneori numim body sau costumul dintr-o piesă, care se desface în zona vulvei. Tankini are la rândul său două variante: camikini și ruched tankini sau tankini cu volane. Primul dintre ele este un model bine structurat, cu top în stilul camizolului, pentru buna susținere a unor sâni mari, continuând cu un chilot clasic. Tankini cu volane nu se diferențiază de cel obișnuit decât prin prezența elasticului pe lateralele costumului, pentru ajustarea lungimii topului.

### Bandini
E combinația dintre chilotul clasic și topul sub formă de bandă, fără bretele. Acest gen de top se menține pe sâni grație fibrelor de spandex din structura materialului. Istoria modelului începe imediat după apariția bikini-ului propriu-zis, anii ’50 fiind o perioadă în care bandini deja câștiga popularitate.

### Monokini
Deși monokini are o istorie aparte, termenul în sine e utilizat pentru a descrie orice costum de baie topless. inițial, când designerul Rudi Gernreich l-a introdus în scenă în anul 1964, modelul era format din chilot care continua spre umeri doar cu bretele foarte subțiri, pentru susținere.

### Thong bikini

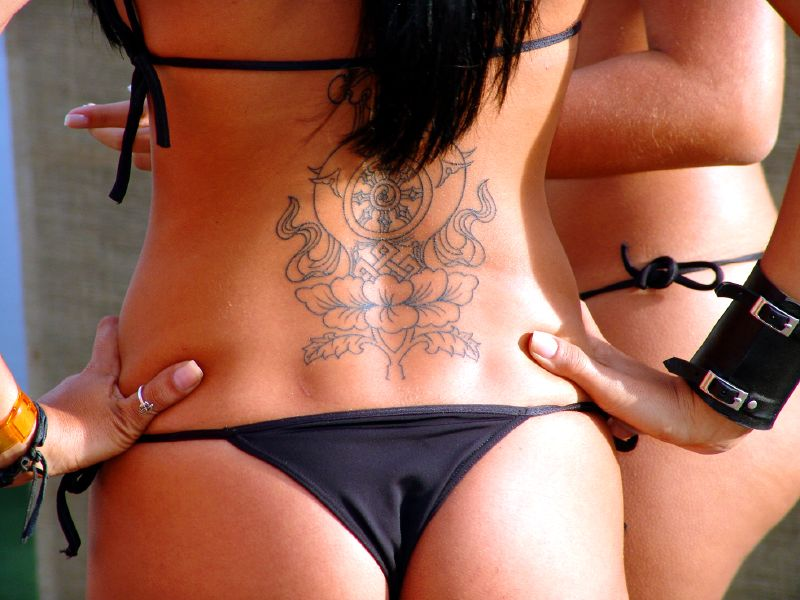
Thong bikini

Este format din top (string, de obicei) și chilot la al cărui material din partea dorsala s-a renunțat în favoarea sforii. Lansarea sa oficiala a fost făcută în anul 1970 de deja celebrul Rudi Gernreich. Se presupune că modelul a fost inspirat de ținuta triburilor amazoniene din Brazilia. Inițial a fost disponibil în trei variante: costumul dintr-o piesă, costumul din două piese și chilotul simplu, toate având ca numitor comun sfoara în partea dorsală.

### Halter bikini
Este un model format din chilot de orice fel și un top ale cărui sfori de susținere se întâlnesc în zona cefei (eventual se încrucișează mai întâi pe piept). Acest model fusese deja remarcat în anii ’40, însă popularitatea sa s-a extins din nou mult mai târziu, odată cu apariția jucătoarei de volei Gabrielle Reece într-un costum sport, cu top croit pe modelul halter.